# Interstate 564
Pour les articles homonymes, voir Route 564.
L'Interstate 564 (I-564) est une autoroute de la Virginie. Connue comme l'Admiral Taussig Boulevard, d'après l'amiral Edward D. Taussig, l'autoroute parcourt 3,03 miles (4,88 km) depuis la SR 337 vers l'est jusqu'à l'I-64 dans la ville de Norfolk. L'I-564 est l'accès principal à la Base navale de Norfolk, la plus grande base navale du monde. L'autoroute relie également l'I-64 avec le Port international de Norfolk via la SR 406.

## Description du tracé
L'I-564 débute sur le site de la base navale de Norfolk où l'Admiral Taussig Boulevard devient une autoroute à quatre voies. Le boulevard continue à l'ouest comme une route à quatre voies divisées jusqu'à l'intersection avec le Hampton Boulevard aux portes 1 et 2 de la base. L'I-564 se courbe vers le sud-est via un échangeur qui donne accès aux portes 3 et 3A. L'I-564 passe sous la piste d'atterrissage de Chambers Field.
À l'est du tunnel, l'I-564 se dirige au sud-est et longe une voie ferrée entre la base navale et la base aérienne. L'autoroute croise la SR 406 (International Terminal Boulevard) qui donne accès au Port. L'autoroute rencontre ensuite l'I-64 et la US 460. Elle atteint son terminus est à la jonction avec l'I-64.

## Liste des sorties
| Interstate 564    |                 |      |      |        |                                                                                        |                                                                                   |
| Comté             | Municipalité    | mi   | km   | Sortie | Intersections / Destinations                                                           | Notes                                                                             |
| City de Norfolk   | City de Norfolk | 0,00 | 0,00 |        | Vers SR 337 (en) (Hampton Boulevard) – Base navale de Norfolk, quais, Portes 1, 2 et 5 | Terminus ouest                                                                    |
| City de Norfolk   | City de Norfolk | 0,39 | 0,63 | —      | Base navale de Norfolk, Portes 3A et 3                                                 |                                                                                   |
| City de Norfolk   | City de Norfolk | 2,23 | 3,59 | 1      | NIT Porte nord / Hampton Boulevard / Inspection de camions / Portes 5 et 6             | Sortie direction ouest, entrée direction est                                      |
| City de Norfolk   | City de Norfolk | 2,23 | 3,59 | 2      | SR 406 (en) (Terminal Boulevard) vers Hampton Boulevard                                | Sortie direction ouest, entrée direction est                                      |
| City de Norfolk   | City de Norfolk | 2,23 | 3,59 | 3A     | I-64 ouest / US 460 (Granby Street) – Hampton                                          | Sortie direction est, entrée direction ouest; sortie 276 de l'I-64                |
| City de Norfolk   | City de Norfolk | 2,90 | 4,67 | 3B     | SR 165 (en) (Little Creek Road) vers SR 170 (en)                                       | Sortie direction est, entrée direction ouest                                      |
| City de Norfolk   | City de Norfolk | 3,03 | 4,88 | —      | I-64 est – Virginia Beach, Aéroport international de Norfolk                           | Sortie direction est, entrée direction ouest; terminus est; sortie 276B de l'I-64 |
| - Accès incomplet |                 |      |      |        |                                                                                        |                                                                                   |